# Trichostomum wagneri
Trichostomum wagneri är en bladmossart som beskrevs av Brotherus 1902. Trichostomum wagneri ingår i släktet lansettmossor, och familjen Pottiaceae. Inga underarter finns listade i Catalogue of Life.